# Elmwood Place

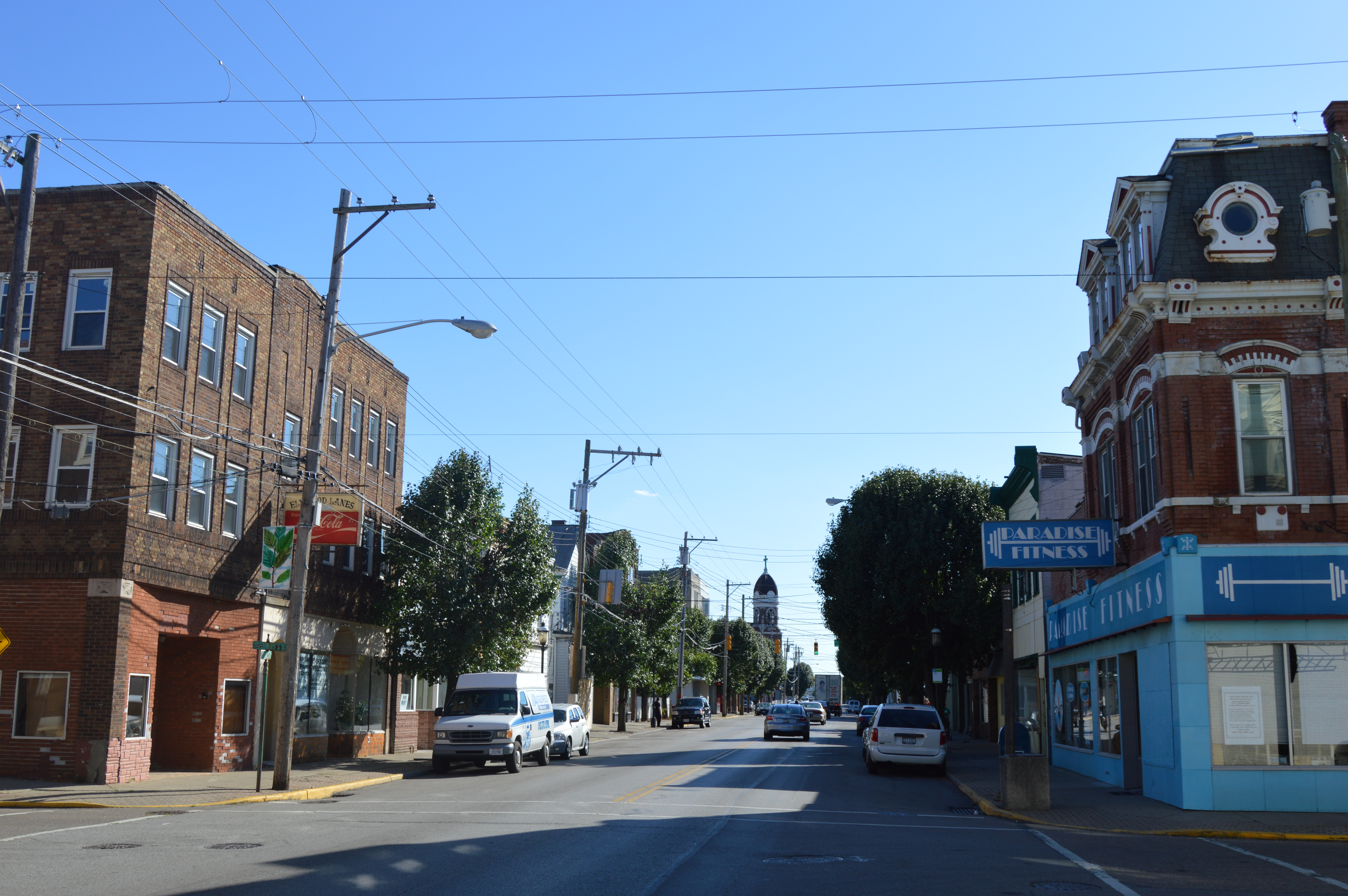
Główna ulica Elmwood Place

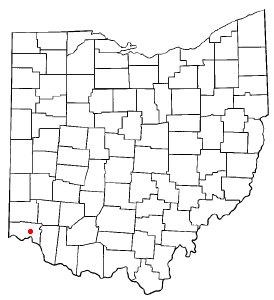
Elmwood Place na planie stanu Ohio

Elmwood Place – wieś w USA, w stanie Ohio, w hrabstwie Hamilton. Miejscowość została oficjalnie założona w roku 1890.
Liczba mieszkańców w 2010 roku wynosiła 2 188, a w roku 2012 wynosiła 2 173.